# رحمت الله أشرفي (مقاطعة فارياب)
رحمت الله أشرفي (بالإنجليزية: Tolombeh-ye Rahmat Allah Sharifi)‏ هي مستوطنة تقع في كرمان في إيران. يقدر عدد سكانها بـ 109 نسمة.